# Парашино (Поморське воєводство)
Парашино (пол. Paraszyno) — село в Польщі, у гміні Ленчиці Вейгеровського повіту Поморського воєводства.
Населення — 36 осіб (2011).
У 1975-1998 роках село належало до Гданського воєводства.

## Демографія
Демографічна структура станом на 31 березня 2011 року:
|          | Загалом | Допрацездатний вік | Працездатний вік | Постпрацездатний вік |
| -------- | ------- | ------------------ | ---------------- | -------------------- |
| Чоловіки | 17      | 1                  | 14               | 2                    |
| Жінки    | 19      | 1                  | 14               | 4                    |
| Разом    | 36      | 2                  | 28               | 6                    |